# 乌龙河 (东川)

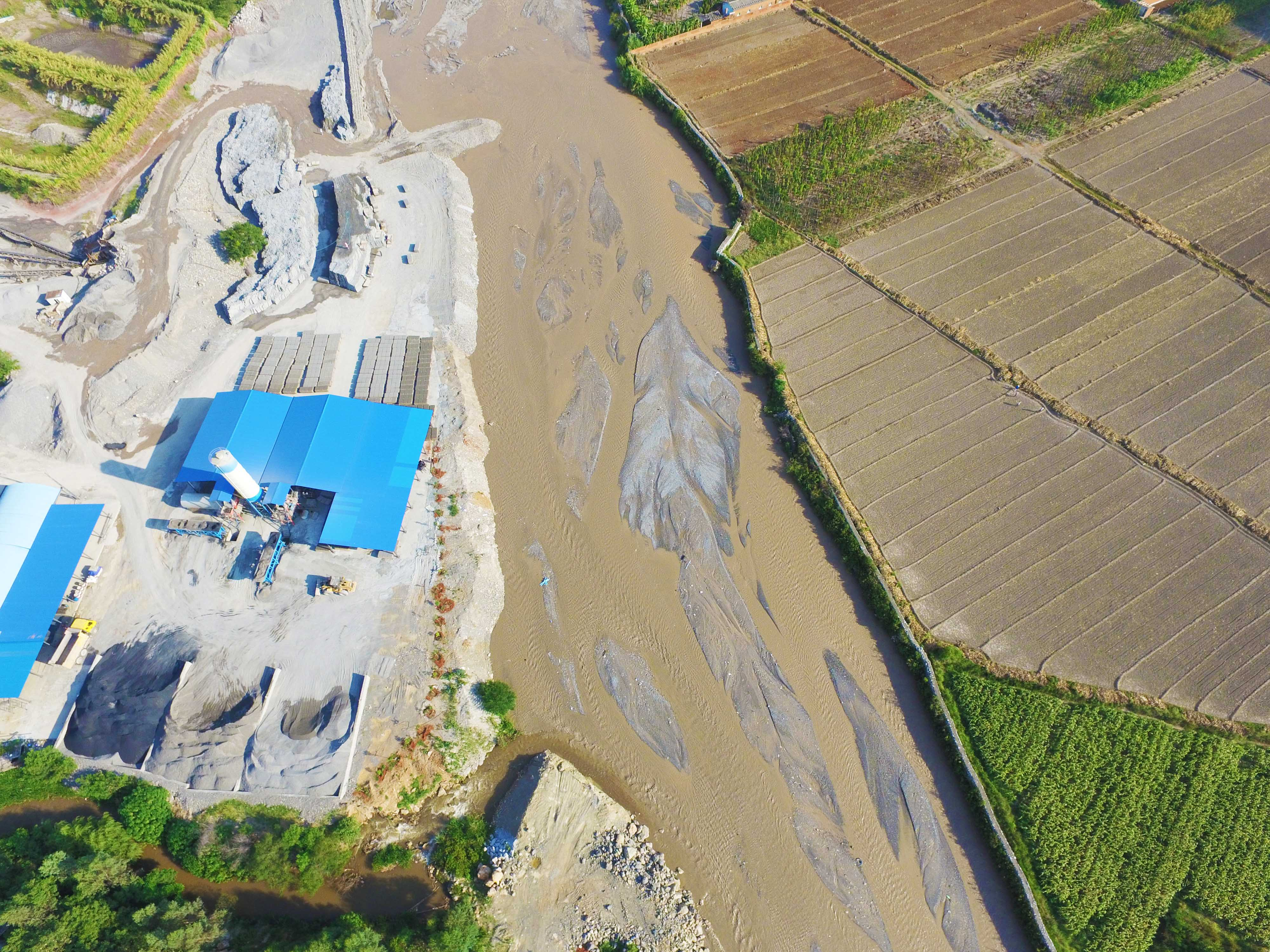
三江口，中间干流为小江，左上角为乌龙河汇入小江处。

乌龙河，位于中华人民共和国云南省昆明市东川区境内，是小江左岸支流，发源于东川区西南红土地镇（原新田乡）龙树坪，蜿蜒向北流经新田村、乌龙镇、坪子村、半坡村、包包村等地，最后于东川城区铜都街道西北的三江口汇入小江。河长38.3公里，流域面积135.6平方公里。